# Голяма синя чапла
Голяма синя чапла (Ardea herodias) е северноамериканска птица от семейство Чаплови. Тя е близък роднина на срещащата се в България сива чапла.

## Разпространение
Голямата синя чапла е разпространена в цяла Северна Америка с изключение на арктическите райони на Канада и Аляска. Среща се и в цяла Централна Америка, Карибските и Галапагоските острови. В Русия се наблюдава популация на остров Ратманов в Беринговия проток. Екземпляри от вида макар и рядко се срещат и на Хавайските острови, в Европа като Испания, Азорските острови и Англия. Обитава разнообразни биоми с изключение на пустинни и високопланински територии.

## Подвидове
Съществуват пет подвида на голямата синя чапла както следва:
- Ardea herodias herodias Linnaeus, 1758 – основния подвид.
- Ardea herodias fannini Chapman, 1901 – среща се по северозападното тихоокеанско крайбрежие.
- Ardea herodias wardi Ridgway, 1882 – среща се от Канзас и Оклахома до северна Флорида.
- Ardea herodias occidentalis Audubon, 1835 – среща се в южна Флорида и Карибските острови.
- Ardea herodias cognata Bangs, 1903 – среща се на Галапагоските острави.

## Описание
Голямата синя чапла е най-голямана чапла обитаваща Северна Америка. Висока е 97 – 137 cm, тежи 2,1 – 2,5 kg. Мъжките са по-едри от женските. Средният размах на крилете е 213 cm. Крилете са дълги, клюна е светложълт, дълъг и завършва конично. Опашката е къса, краката са дълги и зелени. Шията е също дълга. Оперението по горната част на тялото е сиво, а по шията има бели, черни и рижави ивици. При мъжките в задната част на главата се образува гъст кичур от черни пера.
Известно е че най-дълго живялата голяма синя чапла е умряла на 23 години. Живеят средно по 15 години. Най-уязвими са те в първата година от своя живот когато умират 69% от малките. Основна опасност за яйцата са американската врана и гарванът гробар. Новоизлюпените пилета и малките чапли са плячка за орли, еноти, мечки, лешояди и други хищни животни.

## Хранене
Птиците са активни предимно в сутрешните и вечерните часове, когато ловуват риба. Те водят самотен начин на живот и предпочитат да ловуват сами. Гнездят в колонии както с представители на своя вид, така и с чапли от други видове. В северните ареали птиците са прелетни като презимуват в южните части на континента. Основната храна за тях е рибата, но в менюто им влизат и жаби, гущери, саламандри, змии, водни кончета, раци и други дребни животинки.

## Размножаване
Големите сини чапли отглеждат по едно потомство в годината. Периодът на размножаване е от март до май в северното полукълбо и от ноември до април в южното. Женската снася от 2 до 7 бледосини яйца. По правило птиците от северните популации снасят по-голям брой яйца. И двамата родителя участват в мътенето което продължава 26 – 30 дена. Те хранят малките около 2 месеца, докато не станат способни да летят и не намират сами храна. Половата зрялост настъпва на 22 месечна възраст.